# Ярлыамры
Ярлыамры (устар. Ярлы-Амры) — река в России, протекает по Улаганскому району Республики Алтай. Устье реки находится в 13 км от устья Чибитки по левому берегу. Длина реки составляет 13 км. Приток — Белая (в верховье Корумдуайры) с притоком Беленький.

## Данные водного реестра
По данным государственного водного реестра России относится к Верхнеобскому бассейновому округу, водохозяйственный участок реки — Катунь, речной подбассейн реки — Бия и Катунь. Речной бассейн реки — (Верхняя) Обь до впадения Иртыша.